# Rutiga Roffe
Rutiga Roffe (ungerska: A kockásfülű nyúl) är en ungersk animerad TV-serie skapad av Veronika Marék och producerad av Pannónia Filmstúdió, från 1974 till 1976 i 26 avsnitt. I Sverige visades de första 13 avsnitten på SVT 1 varje tisdag från 8 februari till 3 maj 1977.
Programmet handlar om kaninen Roffe som bor i en resväska högt upp i ett höghus. I varje avsnitt tittar han genom sitt teleskop över staden, och ser olika problem som barnen i staden har. Med sina långa öron snurrar han dem för att kunna flyga; utöver det han har inga magiska trick, och hänger runt tills problemen löser sig själva.

## Rollista
- Roffe (kockásfülű nyúl) är den gröna kaninen med rutiga öron.
- Kriszta är flickan med svart hår.
- Menyus är pojken med långt rött hår.
- Kistöfi är pojken med långt blont hår.
- Mozdony är den stora pojken med kort svart hår.